# Арга-Тас
Арга-Тас (якут. Арҕаа Таас) — один из малых горных хребтов на северо-востоке Сибири, в системе хребта Черского, юго-восточнее Момского хребта.
Хребет расположен в Верхнеколымском улусе Якутии. Он протянулся примерно на 100 км с север-северо-запада на юг-юго-восток. На севере его ограничивает долина реки Зырянка; на западе Арга-Тас отделён от Момского хребта долинами рек Чёчёлюгюн, Далёкая, Булкут и Сахарымнан. К югу расположено Колымское нагорье, к востоку — Колымская низменность. Река Рассоха прорезает Арга-Тас в южной части. У подножия хребта к востоку расположено село Утая, административный центр Утаинского наслега. Высочайшая вершина — безымянная гора высотой 2156 м. Высоту более 2000 м имеют еще три другие вершины.
Хребет Арга-Тас сложен преимущественно гринитоидами верхнепалеозойского возраста.